# Paroligia glaucostigma
Paroligia glaucostigma là một loài bướm đêm trong họ Noctuidae.